# Vale Inco (azienda)
Vale Inco Limited (formalmente CVRD Inco) è una consociata
completamente posseduta dalla compagnia mineraria brasiliana Companhia Vale do Rio Doce (CVRD). Produce nickel, rame, platino, palladio, rodio, rutenio, iridio, oro e argento.
Prima di essere acquistata dalla CVRD era la seconda maggiore produttrice di nickel al mondo, e la terza compagnia mineraria al di fuori del Sudafrica e della Russia di metalli del gruppo del platino.
Con il suo nome precedente Inco è stata immortalata nella canzone Sudbury Saturday Night di Stompin' Tom Connors.